# Estadi Esportiu Baba Yara
L'Estadi Esportiu Baba Yara, també conegut com Estadi Esportiu de Kumasi (Kumasi Sports Stadium), és un estadi esportiu de la ciutat de Kumasi, a Ghana. És utilitzat principalment per la pràctica del futbol i l'atletisme. Hi juguen com a locals els clubs Great Olympics, Asante Kotoko i King Faisal. Té una capacitat per a 40.528 espectadors.

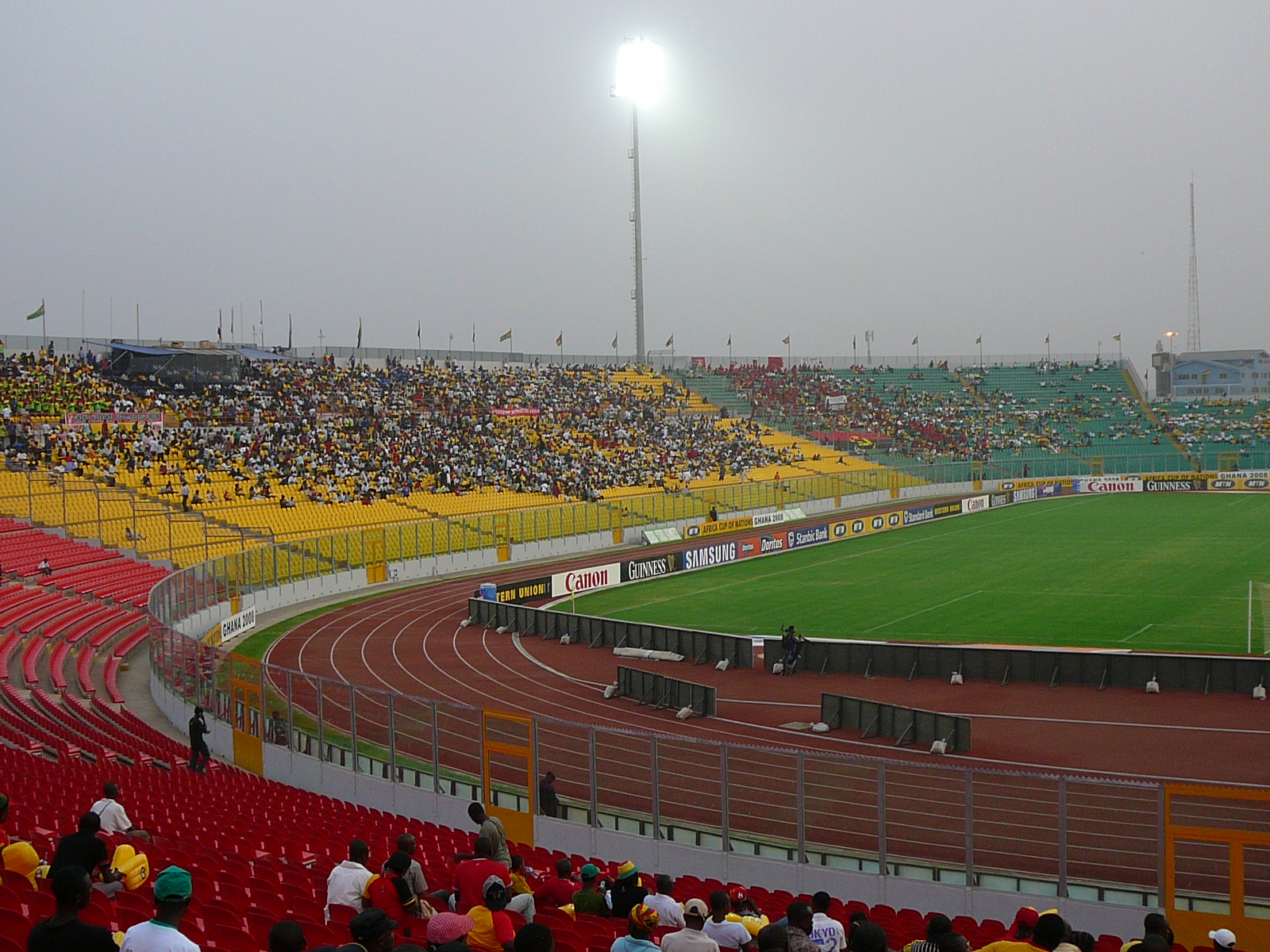
Kumasi Sports Stadium l'any 2008.

Va ser inaugurat l'any 1959. The first stands were constructed in 1971. The stadium was rebuilt in 1977. Fou anomenat amb el nom del futbolista local Baba Yara (1936–1969). L'any 2008 fou remodelat. Ha estat seu de la Copa d'Àfrica de Nacions dels anys 1963, 1978, 2000 i 2008.